# Ancylodactylus spinicollis
Ancylodactylus spinicollis — вид геконоподібних ящірок родини геконових (Gekkonidae). Мешкає в Західній Африці. 

## Поширення і екологія
Ancylodactylus spinicollis мешкають в Кот-д'Івуарі, Гані, Того, Нігерії і Камеруні. Вони живуть серед скельних виступів у вологих рівнинних тропічних лісах і в галерейних лісах у вологій савані. Зустрічаються на висоті до 1000 м над рівнем моря. Живляться комахами.